# Anoushka Shankar
Anoushka Shankar (nacida el 9 de junio de 1981 en Londres, Reino Unido) es una cantante, intérprete de sitar y compositora británica. Es hermana de la cantante Norah Jones e hija del intérprete de sitar hindú Ravi Shankar y Sukanya Rajan, una empleada bancaria.

## Familia y educación
Anoushka Shankar nació en Londres y su infancia se dividió entre Londres y Delhi. Como adolescente, vivió en Encinitas, California y cursó en la San Dieguito Academy. Graduada con honores en 1999, Shankar decidió establecer una carrera en la música en lugar de seguir una carrera universitaria.

## Carrera

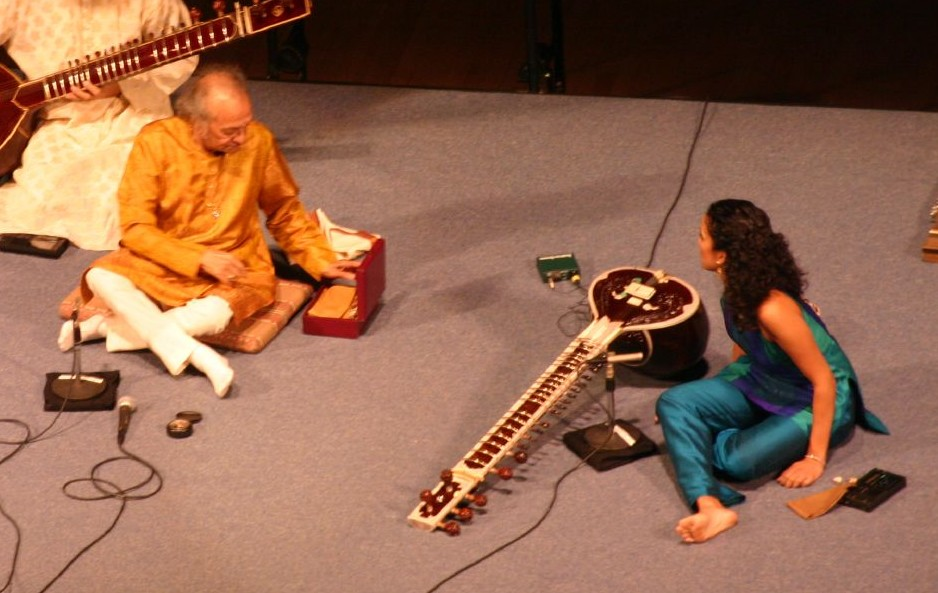
Anoushka y Ravi Shankar en concierto, 2005

Shankar comenzó a ser entrenada en el sitar por su padre desde niña: dio una actuación pública a los trece años, y firmó su primer contrato de grabación a los 16.

### Conciertos a beneficio
El 29 de noviembre de 2002, participó y condujo el Concert for George en el Royal Albert Hall en Londres. Fue un homenaje en memoria de George Harrison.

## Vida personal
En 2010 se casó con el director británico Joe Wright. Tuvieron dos hijos y se divorciaron en 2018. Vive en Londres con sus dos hijos.

## Premios
- British House of Commons Shield, 1998.[1]
- Premio «Mujer del año» (compartido con Kareena Kapoor, Ritu Beri, y Rhea Pillai) en el Día internacional de la mujer de 2003.[1]

## Activismo
Shankar es defensora de los derechos animales y PETA (Personas por el trato ético de los animales). Ella y su padre aparecieron en un anuncio de servicio público en contra del sufrimiento de los animales. Además, es portavoz de las Naciones Unidas en el programa de alimentos en India.

## Discografía

### Álbumes de estudio
- Anoushka (1998)
- Anourag (2000)
- Rise (2005)
- Breathing Under Water (2007)
- Traveller (2011)
- Traces of You (2013)
- Home (2015)
- Land of Gold (2016)

### En vivo y compilados
- Live at Carnegie Hall (2001)